# Eupithecia achyrdaghica
Eupithecia achyrdaghica là một loài bướm đêm trong họ Geometridae.